# Wilhelm Küchelbecker

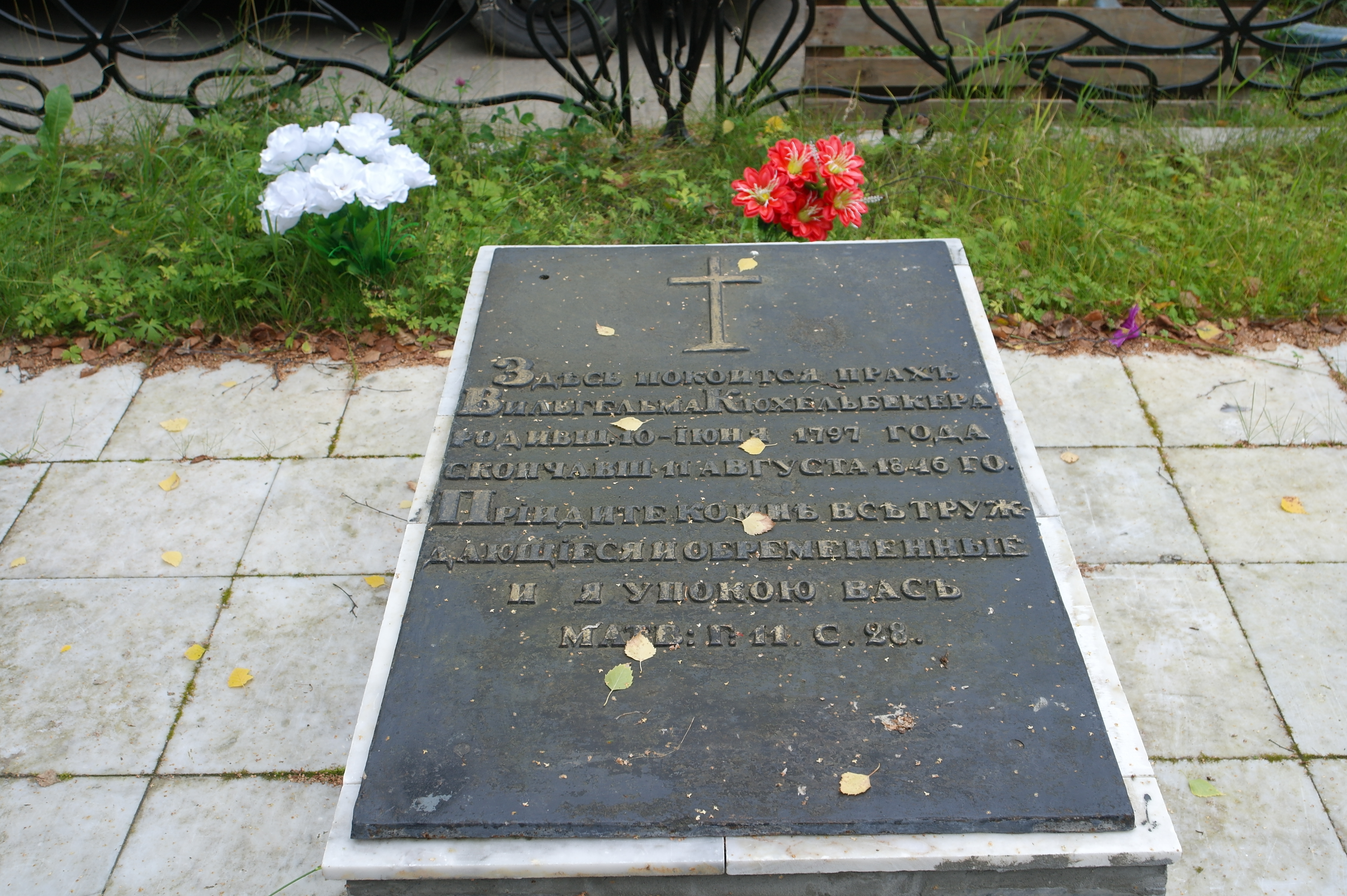
Tombe de Küchelbecker au cimetière Zavalnoïe de Tobolsk.

Wilhelm Karlovitch Küchelbecker ou Küchelbeker (en russe : Вильге́льм Ка́рлович Кюхельбе́кер), né le 10 juin 1797 (21 juin dans le calendrier grégorien) à Saint-Pétersbourg, mort le 11 août 1846 (23 août dans le calendrier grégorien) à Tobolsk, est un poète et écrivain russe, ami d'Alexandre Pouchkine et un décembriste.

## Biographie

### Jeunesses
Wilhelm Küchelbecker est issu d'une famille allemande installée à Saint-Pétersbourg. Son père, Karl Heinrich Küchelbecker, est né en Saxe à Bautzen, et sa mère, née Lohmann, est une Allemande de la Baltique, née à Segewold en Livonie. Il passe son enfance dans une famille et un environnement familial germanophones dans le domaine familial donné par Paul Ier à Awwinorm dans le Wierland. 
Il commence ses études en 1808 dans une école privée allemande de Werro, puis les poursuit à partir de 1811 dans le tout nouveau lycée de Tsarskoïe Selo, où il se lie avec Alexandre Pouchkine, qui lui trouve le surnom de Kioukhlia, et avec Anton Delvig. Il a la réputation d'être gauche et maladroit.
Il enseigne les Lettres et le Latin de 1817 à 1820 à la prestigieuse pension noble de Saint-Pétersbourg, où il a Mikhaïl Glinka comme élève.
En mars 1821, il séjourne à Paris, où il donne des conférences publiques sur la langue slave et la littérature russe dans la société antimonarchique l'Athénée. À la demande de l'ambassade russe, les conférences sont interrompues en raison de leur "libéralisme". Küchelbecker retourne en Russie.

### L'insurgé
En novembre 1825, Küchelbecker adhère à la « Société du Nord » présidé par Nikita Mouraviov,,. Lors de l’insurrection décabriste, le 14 décembre 1825 (26 décembre dans le calendrier grégorien), il fait partie du complot visant à assassiner le jeune frère du nouvel empereur, le grand-duc Michel. Après l'échec du soulèvement des décembristes, il prend la fuite à l'étranger. Identifié et arrêté à Varsovie le 19 janvier 1826, il est transféré à Pétersbourg. Il est condamné de première catégorie et le tribunal lui inflige une peine de vingt ans de travaux forcés. Le 27 juillet 1826, il est transféré à la forteresse de Priozersk, puis sa peine est réduite à quinze ans, le 22 août 1826. Il est incarcéré, le 30 avril 1827, à la forteresse de Schlusselbourg, et transféré par décret de Nicolas Ier, le 12 octobre 1827, à la forteresse de Dünaburg en Livonie ; le 15 avril 1831, un nouveau transfert le mène à Revel puis le 31 octobre 1831 à Sveaborg. Le 20 janvier 1836, il rejoint son frère, Mikhaïl Küchelbecker, également décabriste, à Bargouzine.
Le 15 janvier 1837, il épouse la fille du maître de poste de Bargouzine, Drosida Ivanovna Artenova (1817-1886).
En janvier 1840, il quitte Bargouzine pour le village d'Akcha dans le Kraï de Transbaïkalie où il donne des cours particuliers. Le 9 juin 1844, il reçoit l'autorisation de s'installer dans le village de Smolino, district de Kourgan, province de Tobolsk, et le 2 septembre 1844, il quitte Akcha. Depuis mars 1845, Wilhelm Kuchelbecker vivait à Kurgan, où il perdit la vue. En janvier 1846, Kuchelbecker fut autorisé à se faire soigner dans la ville de Tobolsk, où il arriva début mars 1846.
Le 11 août 1846 (23 août dans le calendrier grégorien), il meurt de tuberculose à Tobolsk où il sera inhumé au cimetière Zavalnoïe.

## Postérité littéraire
L'écrivain soviétique Iouri Tynianov a mis en scène Wilhelm Küchelbecker ainsi que ses amis Alexandre Pouchkine et Alexandre Griboïedov dans trois romans historiques, Le Disgracié, consacré à Küchelbecker, La Mort du Vazir-Moukhtar, consacré à Griboïedov et La Jeunesse de Pouchkine.

## Œuvres
Les œuvres de Wilhelm Küchelbecker sont peu nombreuses :
- 1824 : l'almanach Mnémosyne
- la tragédie Les Argiens
- quelques poèmes[8] y compris O Delvig, Delvig![9].

## Annexes

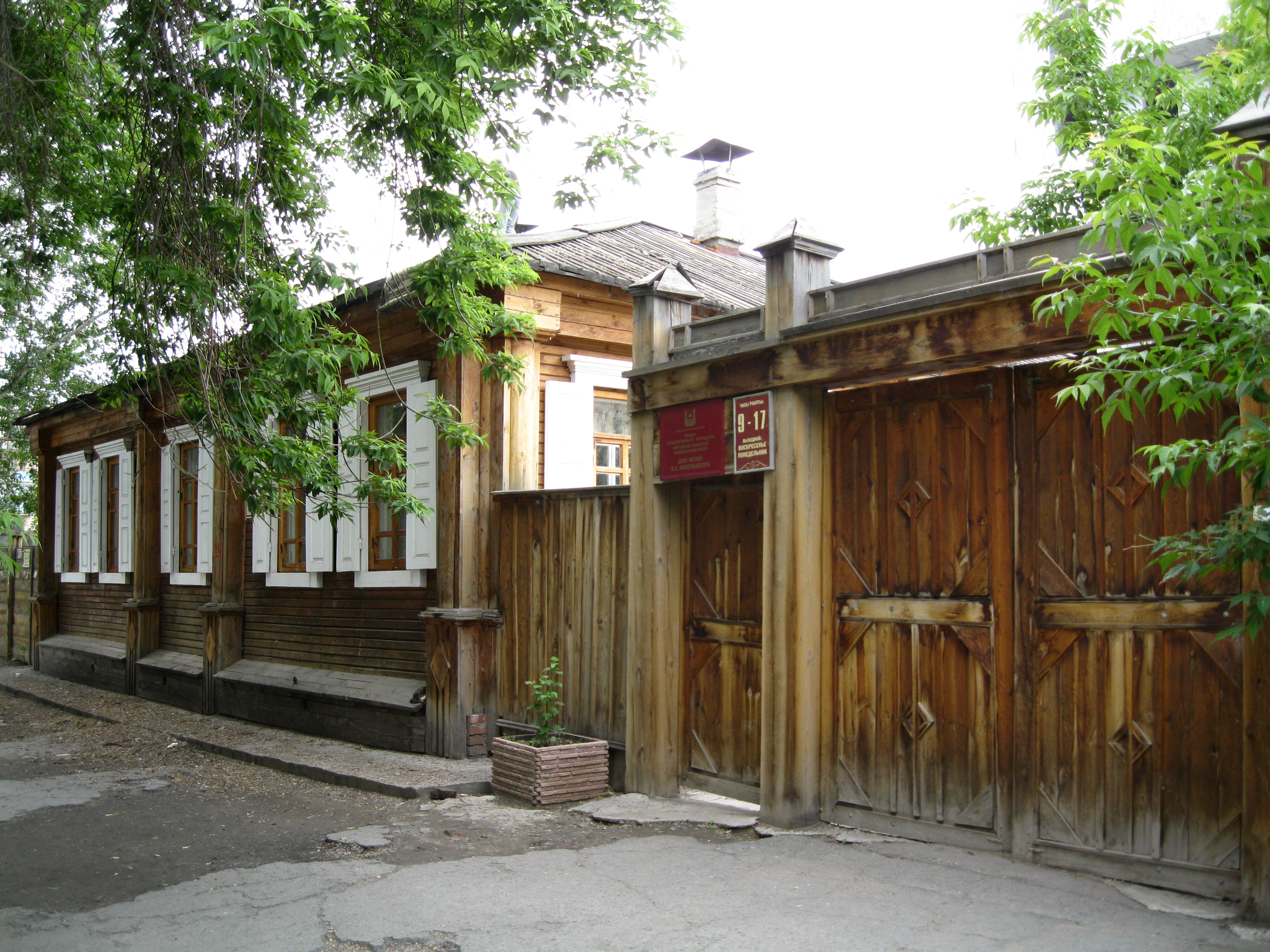
Musée Wilhelm Küchelbecker, Kourgan.